# معماری بومی

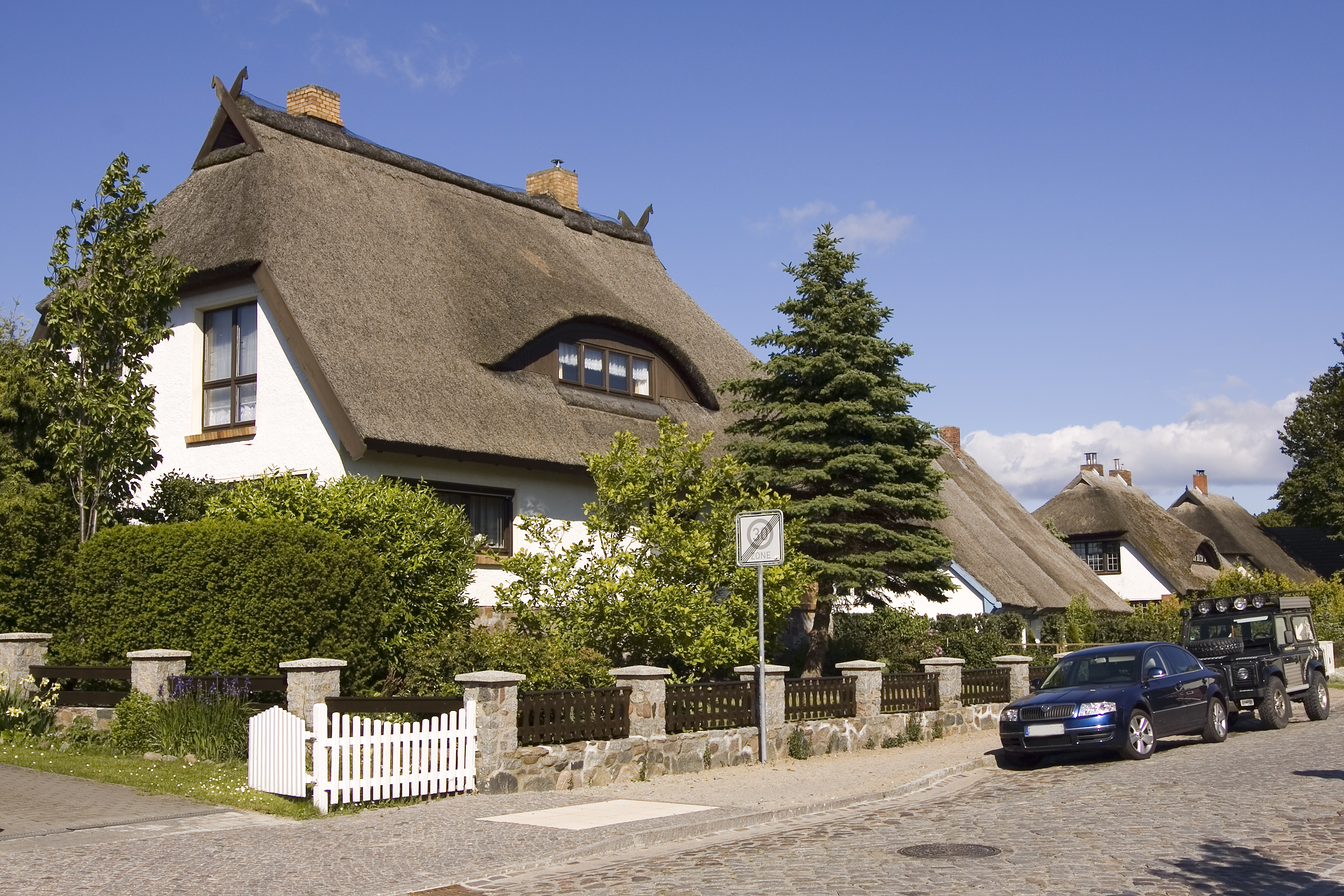
معماری بومی

معماری بومی (به انگلیسی: Vernacular architecture) شاخه‌ای از معماری بر پایه نیازهای منطقه‌ای و مصالح ساختمانی است که بازتاب سنت‌های منطقه‌ای است.
معماری بومی در طول زمان بر اساس پیشینه محیطی، فرهنگی، فناوری و تاریخی که در آن وجود داشته تکامل یافته است.
معماری بومی را می‌توان متقابل معماری رسمی (که با عناصر سبکیِ طراحی که به صورت غیر اتفاقی برای اهداف زیبایی شناسانه کنار هم قرار گرفته که فراتر از نیازهای ضروری ساختمان هستند) دانست. اصطلاح معماری بومی نباید با آنچه معماری سنتی گفته می‌شود اشتباه شود، هرچند پیوندهایی میان این دو وجود دارد. معماری سنتی می‌تواند شامل ساختمان‌هایی با عناصر طراحی رسمی معابد و قصرها شود.

## ریشه‌شناسی کلمه
واژهٔ لاتین Vernaculus به معنای (خانگی، بومی، طبیعی) است که از کلمه Verna به معنای «برده بومی» مشتق شده است.

## رابطه شهر با مصرف انرژی
اخیراً به منابع انرژی رو به زوال زمین از نوع سوخت‌های فسیلی توجه زیادی معطوف شده. این سوخت‌ها در طبیعت طی صدها هزار سال تکوین یافته‌اند که در مقایسه با میزان مصرف قابل بازسازی نیستند و باید جانشین‌هایی پیدا شوند. سوخت‌های فسیلی انرژی قابل توجهی را تأمین می‌کنند که تمدن جدید روش زندگی را بر اساس آن بنا کرده است. عملیات تولید برق از نیرو گاه‌هایی با سوخت زغال‌سنگ مستلزم تغییرات انرژی از زغال‌سنگ به حرارت و انرژی مکانیکی و الکتریسیته است که حتی کمتر از ۳۰٪ انرژی اولیه برای مصرف مهیا می‌سازد. غیر از کمیت قابل اندازه‌گیری خاصیت دیگری در انرژی وجود دارد
لیکن می‌توان ان را کیفیت نامید. از آنجا که انرژی نمی‌تواند خلق و معدوم شود همیشه در هر سیستم مقدار معینی تبدیل انرژی وجود خواهد داشت. اما میزان سودمندی این انرژی بالا یا پایین می‌باشد که این سودمندی انرژی به هنگام کارایی بهره‌برداری انرژی خورشید اهمیت پیدا می‌کند.. زیرا انرژی تشعشع خورشید بر روی زمین اگر چه فراوان است ولی یک منبع حرارتی با درجهٔ پایین محسوب می‌شود که کمیت بالا و کیفیت پایین دارد ولی می‌تواند جایگزین بعضی از انرژی‌های فسیلی شود.
با توجه به برنامهٔ ریزی توسعه و طرح جامع شهرها و پیش‌بینی کم شدن منابع انرژی فسیلی لزوم جایگزینی انرژی در ۲۵ سال آینده ضروری به نظر می‌رسد. اغلب کشورهای جهان مانند استرالیا ۲۵ سال پیش این کار را آغاز کرد. در ایران برای صرفه جویی انرژی در فضاهای شهری به موقعیت اقلیمی، وضعیت اقتصادی، ترکیب، بافت موجود و کاربری زمین‌های آن باید توجه کرد چرا که نگاهی به معماری شهری و سنتی ایران در می‌یابیم که تجربه استفاده از انرژی‌های طبیعی مانند خورشید، باد و … از دیر باز متداول بوده. با بهره‌گیری از تجربیات گذشتگان می‌توان در بافت شهری از انرژی طبیعی استفاده کرد از مصرف سوخت ناشی از انرژی فسیلی کاست و به ارتقای کیفیت آسایش و بهداشت محیط مسکونی کمک کرد؛ بنابراین برای استفاده از انرژی‌های طبیعی هماهنگ نمودن محیط زیست با شرایط اقلیمی اولین قدم محسوب می‌شود.
سازگاری و هماهنگی جزئیات یک اصل قدیمی در معماری است چه در مجتمع و چه در تک ساختمان بکار بگیریم. طراحی هر جزء را با طرح کلی قرار دهیم هر یک از اجزا گویای منظور کلی طرح خواهد بود. (اصل وحدت) این اصل در طراحی منطبق با اقلیم کاربرد بیشتری خواهد داشت. آنچه در بافت قدیمی شهرهای ایران بخصوص در حاشیه کویر می‌توانست در صرفه جویی مصرف انرژی مؤثر باشد از یک سو وجود اصول در معماری سنتی منطبق با اقلیم و در نتیجه استفاده از مصالح مطلوب ان محیط بود و از سویی دیگر بافت واحدهای کوچک و فشرده که هم جواری خانه‌ها و حیاط‌های حایل ان را تشکیل می‌داد.

## کم کردن آلودگی در کشورهای جهان
مواردی که در کشورهای جهان برای کم کردن انتقال آلودگی بکار برده‌اند به قرار زیر است:
1. کنترل ارتفاع ساختمان‌ها و موقعیت قرارگیری آن‌ها بر حسب هدایت صحیح باد در سطح شهر یعنی قرار دادن ساختمان‌های بلندتر در جهت باد و انحراف مسیر ان طبق طرح پیش‌بینی شده.
2. تغییر محل مراکزی که در ایجاد آلودگی هوا مؤثرند (مصرف انرژی در ساختمان‌های مرتفع چنانچه به صورت مجتمع مسکونی استفاده شود) بیش از زمانیست که از مجموعه به صورت اداری و فقط چند ساعت در شبانه روز بهره‌برداری شود.

## صرفه‌جویی در مصرف انرژی در فضاهای مسکونی
بهره‌گیری از انرژی و ایجاد کیفیت در آسایش محیط مسکونی به صورت مجتمع یا تک بنا مواردی دارد که به رعایت ۸ مورد از آن‌ها اشاره می‌کنیم:
1. کاربرد اصول برنامه‌ریزی نظیر نزدیکی به سوخت و انبار و دسترسی‌های داخلی و خارجی. به کار گرفتن سطوحی که به سادگی قابل نظافت باشد. کاهش فاصله در فضاهای باز و پرهیز از پله‌های غیرضروری که منجر به خستگی می‌سود و قرار دادن وسایل رفاهی در زیر یک سقف که سبب کاهش بار حرارتی حاصل از آفتاب و هوای گرم خواهد شد.[۳]
2. کاهش سطح مشرف به آفتاب. اگر موقعیت مجموعه و سایت اجازه دهد بهتر است بزرگ‌ترین بعد ساختمان رو به جنوب و شمال قرار گیرد. در این حالت نماها کمترین بار حرارتی را از تابش خورشید دریافت می‌کنند و بدین جهت حتی اگر تابش خورشید و نماهای شرقی و غربی یکسان باشد حداکثر تابش خورشید در نمای غرب با حداکثر دمای هوا هم‌زمان می‌شود که سبب افزایش کامل بار حرارتی می‌گردد.
3. ایجاد سایه روی بام‌ها، دیوارها و فضای خارجی مهم می‌باشد. بام‌های جلو آمده بالکن‌ها، سایه بان‌ها، درختان و به‌کارگیری دیوارها و ساختمان‌های اطراف روش‌های شناخته شده‌ای برای رفع این مشکل هستند. پیش‌بینی سایه بان‌ها ا استفاده از دیاگرام موقعیت خورشید نسبت به عرض جغرافیایی و روش نقالهٔ سایبان کاریست ساده و بکارگیری ان مناسب است. دربارهٔ سایبان‌های نزدیک به بازشوها باید از مصالحی با ظرفیت حرارتی اندک استفاده شود تا در خنک شدن سریع ان پس از غروب آفتاب مؤثر باشد.
4. با نزدیک هم قرار دادن ساختمان‌ها و ایجاد سایه متقابل جذب گرما در دیواره‌های غربی کاهش می‌یابد به همین دلیل در اکثر اقلیم‌های گرم و خشک گرایش به داشتن ساختمان‌های مجتمع و خیابان‌های باریک و حیاط‌های محصور کوچک برای حداکثر سایه و خنکی به چشم می‌خورد.
5. در اقلیم‌های خشک حاشیه کویری فعالیت‌های مردم در عصر و شب و خارج از ساختمان طورت می‌گیرد بنابراین باید در طراحی فضاهای خارجی ساختمان و رابطهٔ ان با فضاهای عمومی دیگر دقت شود. نحوهٔ قرارگیری ساختمان‌های مجاور، پیاده‌روها و فضاهای باز در باز پس دهی حرارت جذب شده در روز مؤثر است. از آنجا که سطوح مشرف به تشعشع خورشید در طول روز انعکاس شدیدی دارد و باعث انتقال بار حرارت به ساختمان‌های مجاور می‌شود و هنگام شب نیز پس

دهندهٔ حرارت جذب شده در طول روز است، با محصور کردن فضای بیرونی ساختمان به کمک دیوارهایی که در سایه‌اند می‌توان این اثر را دفع کرد.
1. ایجاد فضای سبز به دلیل تبخیر آب گیاهان سبب خنکی هوا می‌شود و در برابر گرد و خاک هوا مانند فیلتر عمل می‌کند. یکی از ویژگی‌های حیاط و فضاهای باز مرکزی حفظ هوای سرد شبانه است که سنگین تر از هوای گرم روز است. حیاط به گونه‌های مختلف می‌تواند بهترین تنظیم‌کنندهٔ حرارتی باشد.
2. یکی از روش‌های جلوگیری از نوسان زیاد دمای هوا بهره‌گیری از ساختارهایی با ظرفیت حرارتی زیاد است. استفاده از مصالح صحیح و منطبق با نیاز منطقه به حفظ دمای طبیعی داخل فضاها در مقابل حرارتی که در طول روز ایجاد می‌شود کمک زیادی می‌کند. استفادهٔ صحیح یعنی در ابتدای گرم شدن روز میزان دمای مصالح در حداقل ممکن باشد یعنی به هنگام شب بار حرارتی حاصل از روز کاملاً دفع شود برای داشتن هوای مطبوع باید تهویه مناسبی برای سطوح داخلی در نظر گرفت.
3. استفاده از مصالح مناسب در سطوح خارجی ساختمان زمانی حداکثر کاربری را خواهد داشته با بازشوهای خارجی و کانال‌های خارجی هماهنگ شود… باز شوها بر حسب موقعیت اقلیمی هر منطقه شرایط خاص ان منطقه را دارند.

## اقلیم و معماری بومی ایران

### منطقهٔ گرم و خشک (فلات مرکزی)
نواحی فلات مرکزی ایران دارای آب و هوای گرم و خشک می‌باشد. میزان بارندگی کم و اختلاف دمای شب و روز زیاد است. تأملی اندک در معماری خانه‌های سنتی این ناحیه نشان می‌دهد، که آن‌ها در کلیت طرح با هم اشتراک دارند.
- نکات و ویژگی‌ها:

در این اقلیم، پلان خانه متراکم و درونگرا است و رو به حیاط مرکزی دارد. دیوارهای بلند بیرونی خانه‌ها، کم تزیین و ساده بوده است، تنها ورودی خانه، با تو رفتگی و تزیین، خود را نسبت به بقیه دیوارهای خارجی مشخص می‌کرده است. در این خانه‌ها، بعد از ورودی، فضای هشتی قرار می‌گرفته است. هشتی در خانه‌های سنتی، دید نا محرم به فضای درونی را می‌بسته است؛ به گونه‌ای که حتی با بازبودن در خانه، دید به باغ درونی و حیاط خانه غیرممکن بوده است. این نوع معماری در خانه‌های سنتی، اصل مهم محرمیت را نشان می‌دهد که بیانگر درونگرای و عدم اشراف بوده است.
در این خانه‌ها، دالان متصل به هشتی، شخص را به حیاط می‌رسانده است. در برخی خانه‌ها علاوه بر حیاط اندرونی که محل زندگی اهالی خانه بوده، حیاطی نیز به عنوان حیاط بیرونی وجود داشته و فضای اطراف آن مخصوص پذیرای از مهمانان مرد خانه بوده است. در خانه‌های سنتی، حیاط بیرونی و حیاط اندرونی، دیدی به هم نداشته است. نظم هندسی خاصی بر ساختار خانه‌های سنتی حاکم بوده است. به‌طوری‌که در همهٔ بخش‌های خانه، از کل تا جزء دیده می‌شد. اصل محرمیت از زمان قبل از اسلام (هخامنشی) در معماری ایرانی مورد توجه بوده و اجرا می‌شده است.
دیگر خصوصیات طرح کلی خانه‌ها، جهت همسازی معماری آن‌ها با اقلیم خشن منطقه است:
- ایجاد حیاط‌ها عمیق و پر سایه در میان بنا
- قرار دادن حوض و باغچه در حیاط
- درآمیختن و اتصال فضاهای زندگی با فضاهای باز
- اهمیت بخشیدن به ایوان‌ها، رواق‌ها و فضاهای نیمه باز در خانه که اغلب به مهم‌ترین فضای خانه بدل می‌شده است.
- ساختن بادگیرهای بلند، سایه بان و قرار دادن درها و پنجره‌ها در عمق دیوارها
- استفاده از زیرزمین و خنکای آن
- استفاده از فرم‌های قوسی و گنبدی در سقف بناها
- ضخیم گرفتن جرزها و سقف خانه‌ها
- استفاده از مصالح خشت و گل
- تقسیم فضاهای س تی به دو بخش تابستان‌نشین (پشت به قبله) و زمستان‌نشین (رو به قبله)
- تفکیک فضاهای خدماتی از فضاهای زندگی
تفکیک فضاهای خدماتی از فضاهای زندگی که در خانه‌های سنتی اقلیم گرم و خشک انجام می‌گرفته، باعث می‌شده که همهٔ فضاهای خدماتی مانند مطبخ‌ها، فضاهای بهداشتی، انبارها و اصطبل‌ها در شرق و غرب خانه از چشم دور شده و آرامش و آسایش فضاهای زندگی برهم نخورد.

### منطقهٔ سرد و کوهستانی (نواحی غرب و شمال غربی)
دو سلسله جبال البرز و زاگرس، نواحی مرکزی ایران را از سواحل دریای خزر در شمال و جلگهٔ بین‌النهرین در غرب جدا می‌کند. این منطقه آب و هوای سرد همراه با بارش برف فراوان داشته و از اختلاف دمای زیادی بین شب و روز برخوردار است.
- نکات و ویژگی‌ها:

در این اقلیم – همانند اقلیم گرم و خشک در مناطق مرکزی ایران – خانه‌ها به صورت حیاط مرکزی اجرا می‌شده و دارای پلان‌های متراکم و فشرده بوده است. در اقلیم سرد، اتاق‌های واقع در سمت شمال حیاط، از سایر قسمت‌ها بزرگتر و وسیع تر بوده است. تالارها و اتاق نشیمن اصلی، در سمت شمال حیاط قرار داشت. در اقلیم سرد، اتاق‌های جنوبی، شرقی و غربی، جهت انبار و فضاهای خدماتی مورد استفاده قرار می‌گرفته است. در اقلیم سرد، سقف‌ها مسطح، تیرپوش و کم شیب بوده و بازشوها (در و پنجره) به حداقل می‌رسیده است. سنگ، مادهٔ عمدهٔ ساختمانی مورد استفاده در اقلیم سرد بوده و این، به دلیل فراوانی و در دسترس بودن سنگ در این اقلیم بوده است. قرارگیری تالار و اتاق اصلی نشیمن در سمت شمال حیاط، جهت استفاده از تابش مستقیم و حرارت آفتاب در فصل زمستان بوده است. در اقلیم سرد، به دلیل کوتاهی فصل تابستان و معتدل بودن دمای هوا در این فصل، از سمت جنوب ساختمان کمتر استفاده می‌شده است. ویژگی‌های خانه‌های سنتی در اقلیم گرم و خشک، تشابه بسیاری به هم دارد. در نواحی کوهستانی، اهالی گاهی اوقات خانهٔ خود را در درون سنگ‌ها می‌تراشیدند؛ که بهترین نمونهٔ آن روستای کندوان در نزدیکی تبریز در دامنهٔ کوه سهند می‌باشد. به صخره‌های مخروطی شکل در روستای کندوان، «کران» می‌گویند. ارتفاع کران‌ها بین ده تا پانزده متر است. کران‌ها در امتداد رودخانه و در بین مسیر رودخانه و تپه‌های مجاور آن واقع است و از لحاظ اقلیمی و جهت آفتاب در موقعیت بسیار خوبی قرار گرفته است.

### منطقهٔ گرم و مرطوب (سواحل جنوبی)
این منطقه شامل سواحل جنوبی ایران در کنار دریای عمان و خلیج فارس می‌باشد. در این منطقه دما و رطوبت هوا بالا و نوسان در طول روز و شب کم است. تفاوت دمای هوای روی خشکی و روی دریا در این منطقه باعث به وجود آمدن نسیم‌هایی می‌شود.
- نکات و ویژگی‌ها:

در این اقلیم، در طراحی خانه‌های سنتی سعی شده خانه‌ها در سایه قرار گیرد. ایوان‌های عریض و مرتفع، هم از نفوذ باران به داخل جلوگیری می‌کرده و هم‌سایه‌ای کامل بر روی دیوار اتاق ایجاد می‌نموده است. در نقاط نزدیک به دریا، بادگیرها نسیم خنک رو به دریا را به داخل خانه می‌رسانده است. در نزدیکی دریا، به دلیل رطوبت زمین، خانه بر روی کرسی (پیلوت) قرار می‌گرفته است. در اقلیم معتدل و مرطوب نیز همانند اقلیم گرم و مرطوب، خانه بر روی کرسی (پیلوت) بنا می‌شده است. رنگ مصالح نما روشن و از جنس مصالح سبک بوده است. در این اقلیم ارتفاع اتاق‌ها بلند بوده است.

### منطقهٔ معتدل و مرطوب (کرانهٔ جنوبی دریای خزر)
این منطقه که حاشیهٔ جنوبی دریای خزر می‌باشد، از سرسبزترین و پرباران‌ترین مناطق اقلیمی ایران است و از رطوبت نسبتاً زیادی در تام فصول سال برخوردار است. اختلاف درجه حرارت در بین شب و روز کم بوده و پوشش وسیع گیاهی سراسر منطقه را فرا گرفته است.
- نکات و ویژگی‌ها:

به دلیل رطوبت بالا، در خانه‌های سنتی این اقلیم از کوران دو طرفهٔ هوا حداکثر استفاده را می‌کردند. بام‌ها به صورت شیبدار ساخته می‌شد و ایوان‌ها در اطراف ساختمان به عنوان فضایی مهم در خانه مطرح می‌شده است. در این اقلیم – بر خلاف اقلیم گرم و خشک و اقلیم سرد – ساختمان‌ها به صورت برونگرا طراحی می‌شده و دید خانه به حیاط اطراف خود بوده است. خانه بر روی کرسی (پیلوت) قرار می‌گرفته است. شکل ساختمان‌ها و خانه، کشیده و به دلیل وزش باد مناسب از دریا، در جهت شرقی – غربی بوده تا از حداکثر کوران هوا استفاده کند. پنجره‌ها بلند و کشیده بوده است. مصالح غالب مورد استفاده در ساخت و سازها سبک و اغلب چوب بوده است.

## نکات کلیدی در طراحی فضای مناسب زیست
در طراحی فضای مناسب زیست توجه به توصیه‌های داده شده راهنمای مناسبی برای رسیدن به نتایج مطلوب است:
- اقلیم، موقعیت جغرافیایی و نحوهٔ بهره‌برداری از ان‌ها
- هدف‌های فیزیولوژیکی
- شکل پلان‌ها با عملکردهای مناسب
- مصالح، اتصال‌ها، عایق بندی
- جریان هوا و نوع باز شوها
- تهویه
- فضاهای خارجی
- هماهنگی شبکه‌های کوچک یا مجتمع‌های زیستی و فضاهای عمومی در بافت‌های بزرگ در شهرهای ساخته شده یا در حال توسعه فقط می‌توان اصلاحاتی انجام داد تا با سازه‌های جدید هماهنگی به وجود آید اما شهرهایی با سابقه تاریخی بر حسب درصد فضای تاریخی به برنامه‌ریزی جداگانه‌ای نیازمندند در حالی که شهرهای جدید تسهیلاتی برای طراحان به وجود می‌آورند.[۵]

## روش‌های معماری سنتی در کشورهای جهان
1. توجه به شیوه ساختمان‌سازی سنتی برای صرفه جویی در انرژی که امکان استفادهٔ بهینه را بیشتر می‌سازد. در شهرهای ایران هنوز ساختمان‌های بلند و مجتمع‌های مرتفع اغلب مسله ساز هستند زیرا با قطع برق و نرسیدن سوخت تمام سیستم داخلی ساختمان به هم می‌رسد. در کشورهایی نظیر یمن و مراکش ساختمان‌های سنتی بلند وجود دارد که از مصالح سنتی و محلی ساخته شده‌اند و مشکلات رفاهی ان کمتر از ساختمان‌های مدرن است.
2. بهره‌گیری از بوته‌ها و درخت‌های همیشه سبز کم ارتفاع که می‌توان از ان به عنوان باد شکن دایمی و معتدل‌کنندهٔ هوا استفاده کرد بنابراین در بافت شهری که معمولاً با اپارتمان‌های ۴ طبقه ته ریزی می‌شوند به راحتی می‌توان از نفوذ مستقیم باد به سطح خارجی ساختمان جلوگیری کرد. نحوهٔ به‌کارگیری درختان در جلوی ساختمان‌ها با نظر متخصصین و با سیستم پله‌ای که به تدریج جهت باد را به سمت بالا منحرف می‌کند انجام می‌شود.
3. استفاده از انرژی خورشیدی روشی برای جذب انرژی می‌باشد که به ۲ سیستم انرژی فعال و غیرفعال تقسیم می‌شود.
  1. سیستم غیرفعال که در آن خود ساختمان به عنوان ترکیبی از جذب‌کننده، ذخیره‌کننده و توزیع‌کننده عمل می‌کند در این سیستم برای پذیرش یا دفع اشعهٔ خورشید و اطمینان از نگه داشتن ان در داخل ساختمان جز بوسیلهٔ پرده کرکره‌ها کنترل چندانی نمی‌شود اعمال کرد.
  2. سیستم فعال که جاذب است و منبع ذخیرهٔ سیستم توزیعی در این سیستم با به کار بردن ترموستات‌ها منابع ذخیره عایق بندی شده و … امکان کنترل انرژی در سطح بالا وجود دارد.
4. عامل مؤثر دیگری در نگهداری انرژی حرارتی و نوری رنگ است. رنگ آمیزی سطوح داخلی و خارجی ساختمان با در نظر گرفتن ضرایب جذب و دفع حرارتی رنگ‌ها و شناخت رنگ‌های خنثی یکی از عوامل صرفه جویی در مصرف انرژی می‌باشد.
5. برای خنک کردن فضای مسکونی در تابستان باید به کم کردن حرارت اکتسابی توجه داشت. عایق کاری مناسب حرارتی می‌تواند از اتلاف حرارت در زمستان و دریافت حرارت در تابستان بکاهد و به تأمین آسایش انسان کمک کرد زیرا عامل اصیل عدم آسایش در تابستان زاویه خورشید و شدت تشعشع آن است.
6. روش دیگری که بدون انرژی نی توان محیط داخلی ساختمان را خنک کرد استفاده از پاسیو و ایجاد جریان هوای خنک در شب است. به علت تغییرات زیاد دمای شبانه روز در تابستان خارج کردن گرمای اضافی از جرم حرارتی داخل خانه با وزش هوای خنک میسر می‌شود یک منبع خوب برودتی برای خنثی کردن بار حرارت اضافی روز به وجود می‌آید که با وزش طبیعی هوا حاصل می‌شود که با استفاده از بادبزن سقفی گردش هوا را در شب می‌توان بهبود بخشید. یک بادبزن برقی می‌تواند کاهش دمای قابل ملاحظه‌ای ایجاد کند.[۶]

### ضوابط صرفه جویی انرژی در فضای مسکونی
1. نورگیری فضای زندگی در جهت بین ۳۰ درجهٔ شرقی و ۱۵ درجهٔ غربی نسبت به جنوب
2. وجود حداکثر نور گیرها به سمت جنوب با جرم دمای داخلی در مقابل نور خورشید در زمستان
3. وجود حداقل نورگیری در دیوار غربی
4. وجود نورگیر کمتری در دیوارهای شرقی
5. داشتن درخت‌های همیشه سبز مانند سرو و کاج در سمت جنوبی و درختکاری متراکم در غرب
6. استفاده از رنگ آمیزی مناسب در خارج و داخل ساختمان‌ها
7. به‌کارگیری مصالح ساختمانی طبق استانداردهای منطقه‌ای
8. ایجاد سایه بان در سمت تشعشع مستقیم خورشیدی
9. رعایت کامل عایق بندی در ساختمان طبق استانداردهای تعیین شده فنی[۷]

## فهرست منابع
- مقررات ملی ساختمان، مبحث ۱۹، صرفه جویی در مصرف انرژی، چاپ اول، ۱۳۷۰
- مقررات شهرسازی و معماری و طرح‌های جامع مصوب از آغاز تا ۱۳۷۰، چاپ دوم۱۳۷۳، شورای عالی شهرسازی و معماری ایران
- راهنمایی طراحی اقلیمی، ترجمه مهندس مرتضی کسمایی، چاپ اول۱۳۶۹، مرکز تحقیقات ساختمان و مسکن
- طرح خانه‌های اقتصادی از نظر مصرف انرژی برای مناطق معتدل، چاپ اول۱۳۶۶، ترجمه مهندس نجفی امین، مرکز تحقیقات ساختمان و مسکن
- آسایش حرارتی در ساختمان‌های گرمسیری، چاپ دوم۱۳۷۱، ترجمه فیروز روشن بین
- اقلیم سرد (تنظیم شرایط محیطی)، حامد محمدپور، ۱۳۹۳، دانشکده فنی و مهندسی باهنر شیراز
- تنظیم شرایط محیطی (انرژی خورشیدی)، منوچهر پیروزان، ۱۳۷۱، دانشکده مهندسی معماری، دانشگاه علم و صنعت ایران
- حفظ ارزش‌های معماری سنتی، در معماری معاصر ایران، سیمون آیوازیان، مجله هنرهای زیبا، شماره ۲، بهار ۱۳۷۶